# Elaphoglossum rivularum
Elaphoglossum rivularum är en träjonväxtart som beskrevs av Jacobus Petrus Roux.
Elaphoglossum rivularum ingår i släktet Elaphoglossum och familjen Dryopteridaceae. Inga underarter finns listade i Catalogue of Life.